# Woodstock: Music from the Original Soundtrack and More
Woodstock: Music from the Original Soundtrack and More è un triplo album dal vivo contenente una selezione delle esibizioni da parte di svariati artisti svoltesi nel corso del Festival di Woodstock del 1969.

## Il disco
Originariamente pubblicato dall'etichetta Cotillion Records, sussidiaria della Atlantic Records, come triplo LP nel 1970 (successivamente ristampato dalla Atlantic stessa), il disco venne ristampato in formato compact disc su doppio CD nel 1994. Il produttore discografico Eddie Kramer fu il tecnico del suono durante il festival durato tre giorni. La data di pubblicazione dell'LP è l'11 maggio 1970.
La versione presente sull'album della canzone Sea of Madness dei Crosby, Stills, Nash & Young venne in realtà registrata solo un mese dopo la conclusione del festival, durante un concerto al Fillmore East di New York City. La vera versione del brano eseguita a Woodstock è reperibile sull'album del 2009 Woodstock: 40 Years On: Back to Yasgur's Farm.
Un secondo album contenente altre esibizioni provenienti dal festival ma rimaste fuori da questo disco, venne pubblicato un anno dopo con il titolo Woodstock 2.

## Tracce
- La maggior parte dei brani contengono stralci di dialoghi, annunci dal palco, ecc..., allungando la durata complessiva delle tracce. La durata indicata si riferisce alla musica effettivamente suonata, mentre tra parentesi è indicata la durata reale su disco.

Lato 1
1. I Had a Dream – 2:38 (2:53)
  - Eseguita da John Sebastian.
2. Going Up the Country – 3:19 (5:53)
  - Eseguita dai Canned Heat.
3. Freedom – 5:13 (5:26)
  - Eseguita da Richie Havens.
4. Rock and Soul Music – 2:09 (2:09)
  - Eseguita dai Country Joe & the Fish.
5. Coming into Los Angeles – 2:05 (2:50)
  - Eseguita da Arlo Guthrie.
6. At the Hop – 2:13 (2:33)
  - Eseguita dagli Sha-Na-Na.

Lato 2
1. The "Fish" Cheer/I-Feel-Like-I'm-Fixin'-To-Die Rag – 3:02 (3:48)
  - Eseguita da Country Joe McDonald.
2. Drug Store Truck Drivin' Man – 2:08 (2:38)
  - Eseguita da Joan Baez & Jeffrey Shurtleff.
3. Joe Hill – 2:40 (5:34)
  - Eseguita da Joan Baez.
4. Suite: Judy Blue Eyes – 8:04 (9:02)
  - Eseguita da Crosby, Stills & Nash.
5. Sea of Madness – 3:22 (4:20)
  - Eseguita da Crosby, Stills, Nash & Young.

Lato 3
1. Wooden Ships – 5:26 (5:26)
  - Eseguita da Crosby, Stills, Nash & Young.
2. We're Not Gonna Take It – 4:39 (6:54)
  - Eseguita dai The Who. (L'ultimo 1:50 della traccia è un annuncio ufficiale che dichiarava gratuito il concerto a partire da ora.)
3. With a Little Help from My Friends – 7:50 (10:06)
  - Eseguita da Joe Cocker. (Nella versione CD, il primo disco si chiude con ulteriori 1:30 di rumori del temporale.)

Lato 4
1. Soul Sacrifice – 8:05 (13:52)
  - Eseguita dai Santana (I primi 3 minuti della traccia consistono nel "Crowd Rain Chant", un coro spontaneo scaturito dalla folla nella speranza di interrompere la pioggia battente).
2. I'm Going Home – 9:20 (9:57)
  - Eseguita dai Ten Years After

Lato 5
1. Volunteers – 2:45 (3:31)
  - Eseguita dai Jefferson Airplane. (Gli ultimi 34 secondi circa della canzone consistono in un discorso di Max Yasgur, che ringrazia il pubblico per essere venuto al festival.)
2. Medley (Sly & the Family Stone) – 13:47 (15:29)
  - Dance to the Music – 2:11
  - Music Lover – 4:50
  - I Want to Take You Higher – 6:46
3. Rainbows All Over Your Blues – 2:05 (3:54)
  - Eseguita da John Sebastian.

Lato 6
1. Love March – 8:43 (8:59)
  - Eseguita dalla Butterfield Blues Band.
2. Medley (Jimi Hendrix) – 12:51 (13:42)
  - Star Spangled Banner – 5:40
  - Purple Haze – 3:28
  - Instrumental Solo – 3:43